# Логаритмично нарастване
Логаритмичното нарастване е нарастването на дадена величина като логаритмична функция на определен параметър, например y = C log (x). Логаритъмът може да има произволна основа, тъй като основата може да бъде преобразувана чрез умножение с константа. Логаритмичното нарастване – противоположно на експоненциалното – е относително бавно и се забавя с нарастване на параметъра. При разработването на компютърни алгоритми логаритмичното нарастване на времевата сложност е желателно свойство, показващо добра ефективност.